# Карабулак (Бурабайський район)
Карабула́к (каз. Қарабұлақ) — село у складі Бурабайського району Акмолинської області Казахстану. Входить до складу Веденовського сільського округу.
Населення — 165 осіб (2021; 186 у 2009, 281 у 1999, 252 у 1989).
Національний склад станом на 1989 рік:
- казахи — 100 %.